# Eduard Gruber
Eduard Gruber (n. 2 aprilie 1861, Iași – d. 28 martie 1896, București) - a fost un cercetător, întemeietorul psihologiei experimentale în România. 

## Biografie
Eduard Gruber s-a născut la Iași în anul 1861, într-o familie mixtă: tatăl său, Iosef Gruber, era arhitect german originar din München, iar mama sa era o româncă din familia Coroi, înrudită cu domnitorul A. I. Cuza. A urmat cursurile facultății de litere si filosofie a Universității din Iași, în anii 1870-1884, având ca profesor de filosofie pe Constantin Leonardescu și de psihologie, pedagogie și estetică pe Constantin Dimitrescu-Iași. 
La examenul de licență susținea o teză de filologie romanică: Studiu asupra genului elementelor latine în românește, în comparație cu celelalte limbi romanice (Iași, 1884). 
Beneficiind de mentoratul lui Titu Maiorescu si Alexandru Odobescu, făcea, cu intermitență, studii la Sorbona si Leipzig. 
Era pasionat de psihologia contemporană lui, mai cu seamă de cercetările întreprinse în Franța de Frederic Paulhan și preocupat inițial de literatura si de tipologia artistice, ca mai apoi să elaboreze prima lucrare de psihologia artei si psihoestetică: “Stil și gândire. Încercare de psihologie literară", Editura Șaraga, Iași, 1888. Lucrarea a fost rostită și mai apoi scrisă de un apropiat al său. Urmează, în linii generale, „tipologia psihologică" a lui Jean Charcot și cercetează stilul câtorva scriitori români, între care, în primul rând, stilul lui Mihai Eminescu, căruia îi analizează imaginile vizuale, auditive etc. Astfel, Gruber se numără printre primii cercetători ai prozei eminesciene. Practic, este vorba despre prima lucrare românească de psihologia artei. 
De asemenea, studia sinesteziile, lucrările lui fiind apreciate de psihologi consacrați și publicate în reviste occidentale de prestigiu.
Cu o lucrare referitor la sinestezii duble în problema audițiilor colorate, participa la primul Congres de Psihologie Fiziologică (6-8 august,1889, Paris), într-o participare dintre cele mai alese alături de A. Bain, William James, Hugo Münsterberg, Francis Galton, Alfred Binet, Sigmund Freud, P. Janet, Cesare Lombroso. 
S-a logodit cu Virginia Livia Micle, născută în 1868, fata mai mică al lui Ștefan și Veronica Micle, de revelionul 1891. 
Între 1891 si 1893 pleca din nou la Leipzig împreună cu soția Virginia, unde asista la celebrele lecții de psihologie experimentală ale lui Wilhelm Wundt. 
În 1892 lua parte la Congresul de psihologie experimentală de la Londra, unde prezenta comunicarea L’audition colorée et les phénomènes similaires (Audiția colorată și fenomene similare), rodul observațiilor sale în această direcție asupra scriitorului Nicolae Beldiceanu, la care descoperă fenomenul audiției colorate. Primea numeroase aprecieri: Galton, Binet, Wundt, pentru metoda experimentală ingenioasă pe care o aplicase în problema sinesteziilor. A fost numit de catre "Times": "savantul din Iassy".
Sub îndrumarea lui Wilhelm Wundt obținea titlu de doctor în psihologie în 1893. Teza de doctorat are ca tema Luminozitatea specifică a culorilor. În 1893 îi apare lucrarea de doctorat în "Studii filosofice", alături de cea a lui Motru și ale altor nume celebre.
Preocupat fiind de un laborator de psihologie la Universitatea din Iași, în anul 1893, întorcându-se de la Leipzig, mergea la București în audiență la Ministrul Instructiunii de atunci, Take Ionescu. Acesta îi promitea înființarea unui laborator de Psihologie Experimentală. Iar la scurt timp era elaborat devizul pentru aparatură si regulamentul de funcționare, fiind asigurate spațiul si fondul bibliotecii. 
În anul 1893, Eduard Gruber își începea activitatea în învățământul la Universitatea „Alexandru Ioan Cuza” din Iași, la Facultatea de Litere și Filosofie, Catedra de psihologie, pedagogie și estetică. În ziua de 21 octombrie 1893 ținea lecția inaugurală și astfel lua ființă primul laborator de psihologie experimentală din România.
În 1894 era invitatul special al lui Cesare Lombroso la Roma, la Congresul de Antropologie de la Roma.
Începea la Viena un tratament cu psihiatrul Kaft-Ebing, în urma surmenajului intelectual cu diagnosticul "nevroză astenică".
Moare în mod neașteptat la 24 martie 1896, la ospiciul „Mărcuța” din București.

## Adnotări
Un document publicat în „Semnele timpului”, nr. 3–5, pp. I–XXX, din 2002, cu titlul "Documentar Eminescu. Profesor la Școala Comercială din Iași (1884–1885)" scris de Marcel-Dumitru Ciucă, director la Arhivele Statului din București, arată că Eduard Gruber este acela care-l suplinea pe poetul Mihai Eminescu în funcția de profesor, suplinitor de geografie. Eminescu obținea suplinirea, era confirmat prin decret ministerial, dar se îmbolnăvea (își rupea piciorul) și solicită, la rândul său, să fie suplinit – indicând numele unui student în anul III la litere, Simeon Crainic, dar directorul Școlii Comerciale îl alege pe Eduard Gruber, licențiat în litere.